# 糞掃衣
糞掃衣是指去撿被丟棄在垃圾堆中的破舊的衣服，而把這些衣服裁製成袈裟。
提婆達多規定弟子們穿著糞掃衣，便可遠離貪著，增長求道之心。比丘戒中有所謂授四依法，即依糞掃衣、依乞食、依樹下坐、依腐爛藥。《摩訶僧祇律》卷十六云︰“糞掃衣者，里巷中棄弊故衣，取淨浣補染受持，是名糞掃衣。”比丘得衣服，加以浣染作袈裟色，方可使用。
《四分律》更列出十種糞掃衣：牛嚼衣、鼠嚙衣、火燒衣、月水衣、產婦衣、神廟中衣、墳間衣、求願衣、往還衣、受王職衣。《十誦律》也列有四種：墳間裹死人、裹死人衣，持來施比丘者、無主衣、土衣。